# جان بيير-بلوخ
جان بيير-بلوخ هو سياسي فرنسي، ولد في 14 أبريل 1905 في باريس في فرنسا، وتوفي بنفس المكان في 17 مارس 1999. نشط حزبياً في الحزب الاشتراكي. وقد انتخب نائب فرنسي.